# 日本プラントメンテナンス協会
公益社団法人日本プラントメンテナンス協会（にほんぷらんとめんてなんすきょうかい）は、製造プラントのメンテナンス技術の発展向上を図る事を目的として設立された公益法人。特に「TPM (Total Productive Maintenance and Management)」の提唱機関として有名。

## 沿革
1961年に社団法人日本能率協会内に「設備管理部会」が発足、その後1969年に日本プラントエンジニア協会（JIPE : Japan Institute of Plant Engineer）として設立。1981年に通商産業省の認可を受け、社団法人日本プラントメンテナンス協会として設立された。
この協会の支援の下、1989年に「設備管理学会」、1990年に「日本メンテナンス工業会」が設立された。2005年には公益法人改革の一環として、収益事業を株式会社JIPMソリューションへ事業譲渡した。
2008年に施行された新公益法人制度に基づき、内閣府の認定を受け、2012年4月1日に「公益社団法人日本プラントメンテナンス協会」へ移行した。

## 概要
- 団体名 - 公益社団法人日本プラントメンテナンス協会
- 英語表記 - Japan Institute of Plant Maintenance
- 種類 - 公益社団法人
- 略称 - JIPM
- 本社所在地 - 101-0051　東京都千代田区神田神保町3-3　神保町SF3ビル5階
- 設立 - 1981年
- 代表者 - 河合　満（会長）